# Fromia balanse
Fromia balanse is een zeester uit de familie Goniasteridae.
De wetenschappelijke naam van de soort werd in 1875 gepubliceerd door Edmond Perrier.